# Mark Waer
Mark Jozef Albert Waer (* 10. März 1951 in Löwen) ist ein belgischer Arzt und Professor für Immunologie. Am 8. Mai 2009 wurde er zum Rektor der Katholieke Universiteit Leuven gewählt und trat dieses Amt am 1. August 2009 an.

## Leben
Waer schloss 1976 sein Medizinstudium an der K.U.Leuven mit magna cum laude ab. Er spezialisierte sich auf Innere Medizin, insbesondere auf die Nephrologie, und promovierte 1983 zum Thema "Immunological effects of fractionated total lymphoid irradiation on the induction of transplantation tolerance and in the treatment of autoimmune disorders". Anschließend war er bis 1985 als Post-Doc an der Stanford University tätig.
Von 1985 bis 1992 wirkte Waer in der Abteilung für Nephrologie an der K.U.Leuven, bevor er 1992 zum Professor für Immunologie ernannt wurde. Seit 1994 leitet er an der K.U.Leuven das Labor für Experimentelle Transplantation und war von 1998 bis 2005 ärztlicher Direktor des Universitätskrankenhauses. Er bekleidete von 1999 bis 2003 das Amt eines Beraters des belgischen Gesundheitsministers und war von 2003 bis 2005 Vorsitzender der Commissie Immunologie des Belgische Nationaal Fonds voor Geneeskundig onderzoek. Seit 2005 ist er stellvertretender Direktor der Biomedizin an der K.U.Leuven und seit 2006 Vorsitzender des Verwaltungsrats der Universitätskliniken an derselben Universität.
Seit dem 1. August 2009 ist Waer Rektor der K.U.Leuven. Er war am 8. Mai 2009 als Nachfolger von Marc Vervenne gewählt worden, als er sich in zweiter Runde mit 682 Stimmen gegen den Rechtswissenschaftler Koen Geens durchsetzte, der 573 Stimmen auf sich vereinigen konnte.
Waer ist Mitglied der Königlichen Akademie der Medizin und Mitherausgeber der Zeitschrift Transplantation. 
Er ist verheiratet und Vater von vier Kindern.

## Auszeichnungen
Für seine Verdienste um die Medizin wurde Waer mehrfach ausgezeichnet. So wurde ihm 1983 sowohl der Fulbright Hays Preis für medizinische Forschung als auch der NATO Preis für medizinische Forschung zuerkannt. 1986 erhielt er die Auszeichnung der Belgischen Immunologischen Vereinigung für die beste Präsentation auf dem Immunologiekongress in Toronto und 1992 den Preis der Vereniging voor Kankerbestrijding für seine Studien zum Wiederauftreten der Leukämie nach einer Knochenmarktransplantation. 1995 erhielt er für die beste mündliche Präsentation während des Kongresses in Wien die Auszeichnung der Europäischen Vereinigung für Organtransplantation. Von 2004 bis 2005 hatte er den Francqui-Lehrstuhl an der Universität Antwerpen für Immunbiologie und Immuntherapie inne.

## Publikationen (Auswahl)
Waer ist Verfasser oder Mitverfasser von mehr als 200 Artikeln in medizinischen Fachzeitschriften. Für eine umfassende Aufzählung siehe den Weblink unten.
- Immunological effects of fractionated total lymphoid irradiation (TLI) on the induction of transplantation tolerance and in the treatment of autoimmune disorders. Diss., Löwen 1986.
- Xenotransplantation: where are we in 2008?. Mit B. Sprangers und An D. Billiau. In: Kidney International. 74/2008. International Society of Nephrology, ISSN 0085-2538, S. 14–21.
- Xenotransplantation: Role of natural immunity. Mit Shengqiao Li, und An D. Billiau. In: Transplant immunology. 2008.